# 13 oprindelige kolonier
De 13 oprindelige kolonier, også undertiden kendt som de 13 britiske kolonier eller de 13 amerikanske kolonier, var en gruppe af britiske kolonier på Atlanterhavskysten i Nordamerika grundlagt i det 17. og 18. århundrede. De 13 oprindelige kolonier underskrev uafhængighedserklæringen i 1776 og brød dermed forbindelsen med Storbritannien.
De 13 kolonnier var grupperet i tre:
1. New England-kolonierne, som omfattede New Hampshire, Massachusetts, Rhode Island og Connecticut
2. De midterste kolonier, som omfattede New York, New Jersey, Pennsylvania og Delaware
3. De sydligste kolonnier, som omfattede Maryland, Virginia, North Carolina, South Carolina og Georgia

De 13 ovenfor nævnte kolonnier blev efter den amerikanske uafhængighedskrig også kendt som USA's 13 oprindelige delstater.